# Беденашвили, Михаил Дмитриевич
Михаил Дмитриевич Беденашвили (1903 год — неизвестно, Грузинская ССР) — заведующий отделом сельского хозяйства Абролаурского района, Грузинская ССР. Герой Социалистического Труда (1949).

## Биография
Родился в 1903 году в крестьянской семье в одном из сельских населённых пунктов современной Грузии. С раннего возраста трудился в сельском хозяйстве. В последующем окончил сельскохозяйственный институт. Трудился на различных должностях в сельском хозяйстве Грузинской ССР.
В послевоенное время — заведующий отделом сельского хозяйства Амбролаурского района. Занимался восстановлением сельскохозяйственного производства Амбролаурского района. В 1948 году обеспечил перевыполнение в целом по району планового сбора урожая винограда на 32,1 %. Указом Президиума Верховного Совета СССР от 9 августа 1949 года удостоен звания Героя Социалистического Труда за «получение высоких урожаев винограда в 1948 году» с вручением ордена Ленина и золотой медали «Серп и Молот» (№ 4395).
Этим же Указом званием Героя Социалистического Труда были награждены руководители Абролаурского района первый секретарь Абролаурского райкома партии Аполлон Александрович Чичинадзе, председатель райисполкома Шалва Семёнович Кахидзе и главный районный агроном Иовел Кимотеевич Бакурадзе.
За выдающиеся трудовые показатели в целом по району был награждён Орденом «Знак Почёта». Дальнейшая судьба не известна.
Награды
- Герой Социалистического Труда
- Орден Ленина
- Орден «Знак Почёта» (08.05.1951)